# Festival international de la chanson française
Le Festival international de la chanson française est un concours international de la chanson française.
- 1978 : Festival international de la chanson française de Spa (Belgique), remplacé depuis 1994 par les Francofolies de Spa
- 2009 : Festival international de la chanson française de Cracovie (en collaboration avec l’association Les Amis d’Édith Piaf depuis 2009 à Cracovie)
- 2012 : Festival international de la chanson française de Cracovie, Grand Prix Edith Piaf, du 30 avril 2012, à Cracovie (Pologne)
- 2014 : Festival international de la chanson française de Cracovie (en collaboration avec l’association Les Amis d’Édith Piaf depuis 2009 à Cracovie)

## Chanson d'expression française
- Francofolies de Spa, festival de musique qui se tient dans la ville de Spa en Belgique, depuis 1994, inspiré par les Francofolies de La Rochelle, France. Il a pris la suite du Festival international de la Chanson française, qui se tenait dans la même ville.
- Festival international de la chanson de Granby (festival annuel, depuis 1969)

## Autres festivals
- Festival international de la chanson de Viña del Mar - festival annuel
- Concours Intervision de la chanson - Concours Intervision, évènement annuel international organisé pour les pays slaves et ceux de l'Organisation de coopération de Shanghai.

## Premier prix
En 1978, Isabelle Mayereau remporte le premier prix du festival international de la chanson française de Spa avec le titre Tu m’écris qui figure sur l'album Souffle en l'air. 

« Tu m'écris sur papier d'Arménie [...] »